# Oh Hyeon-gyu
Oh Hyeon-gyu (오현규?; Namyangju, 12 aprile 2001) è un calciatore sudcoreano, attaccante del Genk e della nazionale sudcoreana.

## Caratteristiche tecniche
È un centravanti forte fisicamente e rapido, impiegabile anche come ala destra o trequartista.
Si distingue per una buona vena realizzativa, nonché per le sue doti da assist-man e per il suo contributo al recupero della palla e alla costruzione delle azioni offensive.

## Carriera

### Club

#### Suwon Bluewings e Sangmu
Cresciuto nel settore giovanile del Suwon Samsung Bluewings, a cui era approdato nel 2014, Oh debutta in prima squadra (e fra i professionisti) il 26 aprile 2019, sostituendo Adam Taggart durante il secondo tempo della partita di campionato contro i Pohang Steelers, persa per 1-0.
Nel gennaio del 2020, si unisce a titolo temporaneo al Sangju Sangmu (ora Gimcheon Sangmu), squadra gestita dall'esercito sudcoreano, per continuare la propria attività agonistica durante il servizio militare. Dopo aver segnato due gol in cinque presenze durante la stagione 2020, nell'annata successiva contribuisce alla vittoria del campionato cadetto da parte della squadra.
Dopo aver completato il servizio di leva ed essere tornato a Suwon, nella stagione 2022 Oh si impone come titolare dei Bluewings, diventandone il capocannoniere con 14 reti in 38 presenze in campionato. In particolare, il 29 ottobre 2022, durante la partita di ritorno della finale dei play-out contro l'FC Anyang, l'attaccante segna il gol della vittoria (2-1) allo scadere dei tempi supplementari, consentendo alla sua squadra di ottenere la salvezza.

#### Celtic
Il 25 gennaio 2023, Oh passa a titolo definitivo al Celtic, nella Scottish Premiership, con cui firma un contratto quinquennale. Nell'occasione, diventa il terzo giocatore sudcoreano a vestire la maglia della squadra di Glasgow, dopo Ki Sung-yueng e Cha Du-ri.
Quattro giorni dopo, il 29 gennaio, debutta con la maglia dei Bhoys, sostituendo Kyōgo Furuhashi all'82º minuto dell'incontro di campionato contro il Dundee United, vinto per 0-2. L'11 febbraio seguente, segna la sua prima rete per gli scozzesi, nella vittoria per 5-1 sul St. Mirren negli ottavi di finale della Scottish Cup. Il 7 maggio 2023, dopo il suo ingresso dalla panchina, Oh segna una delle due reti (insieme a Furuhashi) che consentono al Celtic di prevalere per 2-0 in casa dell'Hearts e conquistare il suo secondo titolo nazionale consecutivo, nonché l'undicesimo in dodici anni. Nella stessa annata, l'attaccante contribuisce anche alla vittoria della Scottish League Cup e della coppa nazionale.
Nella stagione seguente, pur giocando principalmente come riserva di Furuhashi e Adam Idah, contribuisce alla vittoria del campionato e di un'altra coppa.

#### Genk
Il 14 luglio 2024, Oh passa a titolo definitivo al Genk, nella Pro League belga, con cui firma un contratto quadriennale.

### Nazionale
Oh ha rappresentato la Corea del Sud a tutti i livelli giovanili, dall'Under-17 fino all'Under-23.
L'11 novembre 2022, debutta in nazionale maggiore, subentrando a Cho Gue-sung al 72º minuto dell'amichevole contro l'Islanda, vinta per 1-0. Il giorno seguente, pur non essendo stato incluso ufficialmente dal CT Paulo Bento nella lista dei convocati per i Mondiali di calcio in Qatar, viene comunque aggregato al gruppo come riserva.
Il 10 ottobre 2024, alla dodicesima presenza complessiva, realizza il suo primo gol per la massima selezione sudcoreana nel successo per 0-2 in casa della Giordania.

## Statistiche

### Presenze e reti nei club
Statistiche aggiornate al 17 febbraio 2024.
| Stagione               | Squadra                | Campionato             | Campionato | Campionato | Coppe nazionali | Coppe nazionali | Coppe nazionali | Coppe continentali | Coppe continentali | Coppe continentali | Altre coppe | Altre coppe | Altre coppe | Totale | Totale |
| Stagione               | Squadra                | Comp                   | Pres       | Reti       | Comp            | Pres            | Reti            | Comp               | Pres               | Reti               | Comp        | Pres        | Reti        | Pres   | Reti   |
| ---------------------- | ---------------------- | ---------------------- | ---------- | ---------- | --------------- | --------------- | --------------- | ------------------ | ------------------ | ------------------ | ----------- | ----------- | ----------- | ------ | ------ |
| 2019                   | Suwon Bluewings        | KL1                    | 11         | 0          | CCS             | 1               | 0               | -                  | -                  | -                  | -           | -           | -           | 12     | 0      |
| 2020                   | Sangju Sangmu          | KL1                    | 5          | 2          | CCS             | 0               | 0               | -                  | -                  | -                  | -           | -           | -           | 5      | 2      |
| gen.-ott. 2021         | Sangmu                 | KL2                    | 33         | 5          | CCS             | 2               | 2               | -                  | -                  | -                  | -           | -           | -           | 35     | 7      |
| ott.-nov. 2021         | Suwon Bluewings        | KL1                    | 2          | 0          | CCS             | 0               | 0               | -                  | -                  | -                  | -           | -           | -           | 2      | 0      |
| 2022                   | Suwon Bluewings        | KL1                    | 36+2       | 13+1       | CCS             | 1               | 0               | -                  | -                  | -                  | -           | -           | -           | 39     | 14     |
| Totale Suwon Bluewings | Totale Suwon Bluewings | Totale Suwon Bluewings | 51         | 14         |                 | 2               | 0               |                    | -                  | -                  |             | -           | -           | 53     | 14     |
| gen.-giu. 2023         | Celtic                 | SP                     | 16         | 6          | CS+CdL          | 4+1             | 1+0             | UCL                | 0                  | 0                  | -           | -           | -           | 21     | 7      |
| 2023-2024              | Celtic                 | SP                     | 20         | 5          | CS+CdL          | 1+0             | 0+0             | UCL                | 5                  | 0                  | -           | -           | -           | 26     | 5      |
| Totale Celtic          | Totale Celtic          | Totale Celtic          | 36         | 11         |                 | 6               | 1               |                    | 5                  | 0                  |             | -           | -           | 47     | 12     |
| 2024-2025              | Genk                   | PL                     | 0          | 0          | CB              | 0               | 0               | -                  | -                  | -                  | -           | -           | -           | 0      | 0      |
| Totale carriera        | Totale carriera        | Totale carriera        | 125        | 32         |                 | 10              | 3               |                    | 5                  | 0                  |             | -           | -           | 140    | 35     |

### Cronologia presenze e reti in nazionale
| Cronologia completa delle presenze e delle reti in nazionale ― Corea del Sud | Cronologia completa delle presenze e delle reti in nazionale ― Corea del Sud | Cronologia completa delle presenze e delle reti in nazionale ― Corea del Sud | Cronologia completa delle presenze e delle reti in nazionale ― Corea del Sud | Cronologia completa delle presenze e delle reti in nazionale ― Corea del Sud | Cronologia completa delle presenze e delle reti in nazionale ― Corea del Sud | Cronologia completa delle presenze e delle reti in nazionale ― Corea del Sud | Cronologia completa delle presenze e delle reti in nazionale ― Corea del Sud |
| Data                                                                         | Città                                                                        | In casa                                                                      | Risultato                                                                    | Ospiti                                                                       | Competizione                                                                 | Reti                                                                         | Note                                                                         |
| ---------------------------------------------------------------------------- | ---------------------------------------------------------------------------- | ---------------------------------------------------------------------------- | ---------------------------------------------------------------------------- | ---------------------------------------------------------------------------- | ---------------------------------------------------------------------------- | ---------------------------------------------------------------------------- | ---------------------------------------------------------------------------- |
| 11-11-2022                                                                   | Hwaseong                                                                     | Corea del Sud                                                                | 1 – 0                                                                        | Islanda                                                                      | Amichevole                                                                   | -                                                                            | 72’                                                                          |
| 24-3-2023                                                                    | Ulsan                                                                        | Corea del Sud                                                                | 2 – 2                                                                        | Colombia                                                                     | Amichevole                                                                   | -                                                                            | 60’                                                                          |
| 28-3-2023                                                                    | Seul                                                                         | Corea del Sud                                                                | 1 – 2                                                                        | Uruguay                                                                      | Amichevole                                                                   | -                                                                            | 70’                                                                          |
| 15-6-2023                                                                    | Busan                                                                        | Corea del Sud                                                                | 0 – 1                                                                        | Perù                                                                         | Amichevole                                                                   | -                                                                            | 63’                                                                          |
| 20-6-2023                                                                    | Daejeon                                                                      | Corea del Sud                                                                | 1 – 1                                                                        | El Salvador                                                                  | Amichevole                                                                   | -                                                                            | 69’                                                                          |
| 12-9-2023                                                                    | Newcastle upon Tyne                                                          | Arabia Saudita                                                               | 0 – 1                                                                        | Corea del Sud                                                                | Amichevole                                                                   | -                                                                            | 90+1’                                                                        |
| 16-11-2023                                                                   | Seul                                                                         | Corea del Sud                                                                | 5 – 0                                                                        | Singapore                                                                    | Qual. Mondiali 2026                                                          | -                                                                            | 70’                                                                          |
| 6-1-2024                                                                     | Abu Dhabi                                                                    | Iraq                                                                         | 0 – 1                                                                        | Corea del Sud                                                                | Amichevole                                                                   | -                                                                            | 46’                                                                          |
| 20-1-2024                                                                    | Doha                                                                         | Giordania                                                                    | 2 – 2                                                                        | Corea del Sud                                                                | Coppa d'Asia 2023 - 1º turno                                                 | -                                                                            | 69’ 90+5’                                                                    |
| 25-1-2024                                                                    | Al Wakrah                                                                    | Corea del Sud                                                                | 3 – 3                                                                        | Malaysia                                                                     | Coppa d'Asia 2023 - 1º turno                                                 | -                                                                            | 75’                                                                          |
| 2-2-2024                                                                     | Al Wakrah                                                                    | Australia                                                                    | 1 – 2 dts                                                                    | Corea del Sud                                                                | Coppa d'Asia 2023 - Quarti di finale                                         | -                                                                            | 105’                                                                         |
| 10-10-2024                                                                   | Amman                                                                        | Giordania                                                                    | 0 – 2                                                                        | Corea del Sud                                                                | Qual. Mondiali 2026                                                          | 1                                                                            | 51’                                                                          |
| 15-10-2024                                                                   | Yongin                                                                       | Corea del Sud                                                                | 3 – 2                                                                        | Iraq                                                                         | Qual. Mondiali 2026                                                          | 1                                                                            | 59’                                                                          |
| 14-11-2024                                                                   | Al Kuwait                                                                    | Kuwait                                                                       | 1 – 3                                                                        | Corea del Sud                                                                | Qual. Mondiali 2026                                                          | -                                                                            | 75’                                                                          |
| 19-11-2024                                                                   | Amman                                                                        | Palestina                                                                    | 1 – 1                                                                        | Corea del Sud                                                                | Qual. Mondiali 2026                                                          | -                                                                            | 72’                                                                          |
| 20-3-2025                                                                    | Goyang                                                                       | Corea del Sud                                                                | 1 – 1                                                                        | Oman                                                                         | Qual. Mondiali 2026                                                          | -                                                                            | 85’                                                                          |
| 25-3-2025                                                                    | Suwon                                                                        | Corea del Sud                                                                | 1 – 1                                                                        | Giordania                                                                    | Qual. Mondiali 2026                                                          | -                                                                            | 90+2’                                                                        |
| 5-6-2025                                                                     | Bassora                                                                      | Iraq                                                                         | 0 – 2                                                                        | Corea del Sud                                                                | Qual. Mondiali 2026                                                          | 1                                                                            | 60’ 82’                                                                      |
| 10-6-2025                                                                    | Seul                                                                         | Corea del Sud                                                                | 4 – 0                                                                        | Kuwait                                                                       | Qual. Mondiali 2026                                                          | 1                                                                            | 75’                                                                          |
| Totale                                                                       |                                                                              | Presenze                                                                     | 19                                                                           |                                                                              | Reti                                                                         | 4                                                                            |                                                                              |

## Palmarès

### Club

#### Competizioni nazionali
- Coppa della Corea del Sud: 1

Suwon Bluewings: 2019
- K League 2: 1

Gimcheon Sangmu: 2021
- Campionato scozzese: 2

Celtic: 2022-2023, 2023-2024
- Coppa di Lega scozzese: 1

Celtic: 2022-2023
- Coppa di Scozia: 2

Celtic: 2022-2023, 2023-2024